# Davidson Ezinwa
Davidson Ezinwa (né le 22 novembre 1971) est un ancien athlète nigérian, spécialiste du sprint.
Ses meilleurs temps sont de :
- 9 s 94 sur 100 m à Linz en 1994
- 20 s 30 sur 200 m à Bauchi en 1990.

Il remporte les Championnats du monde juniors à Plovdiv en 1990 en 10 s 17.
Il est détenteur du record d'Afrique du 4 × 100 m en 37 s 94 (équipe du  Nigeria composée également de son frère jumeau Osmond Ezinwa-Olapade Adeniken-Francis Obikwelu) le 9 août 1997 à Athènes.
C'est le frère jumeau d'Osmond Ezinwa. Davidson Ezinwa est testé positif à deux reprises pour dopage en février 1996, puis en 1999 avec son frère jumeau, pour prise d'hCG.

## Palmarès

### Jeux olympiques
- Jeux olympiques d'été de 1992 à Barcelone :
  -  Médaille d'argent du relais 4 × 100 m

### Championnats du monde
- Championnats du monde d'athlétisme 1997 à Athènes : 
  -  Médaille d'argent du relais 4 × 100 m

- Championnats du monde junior d'athlétisme 1990 à Plovdiv :
  -  Médaille d'or du 100 m
  -  Médaille d'argent du 200 m
  -  Médaille de bronze du relais 4 × 100 m

### Jeux africains
- Jeux africains 1995 à Harare :
  -  Médaille d'or du 100 m

### Championnats d'Afrique
- Championnats d'Afrique 1988 à Annaba
  -  Médaille d'or du 200 m
  -  Médaille d'or du 4 x 100 m